# Шилоклювка
Шилоклю́вка (лат. Recurvirostra avosetta) — чёрно-белый крупный кулик с изогнутым вверх клювом из семейства шилоклювковых, распространённый на пологих берегах водоёмов с солёной или солоноватой водой в Евразии и Африке. В России гнездится в Предкавказье, в Прикаспийской низменности и на юге Сибири в степной зоне Минусинской котловины. Гнездится в мае-июне, колониями до 200 пар, в илистых бухтах недалеко от воды. Гнездо устраивается в небольшой земляной ямке на песке либо среди низкорастущей травы. В кладке 3—5 яиц охристого с чёрным крапом цвета. Питается преимущественно водными беспозвоночными, в том числе мелкими рачками артемией и насекомыми, которых находит в воде или слое ила. Изредка употребляет в пищу семена рдеста и других растений солончаков.
В целом достаточно распространённый и многочисленный вид. В России встречается редко и спорадически на периферии ареала и по этой причине занесён в Красную книгу (3-я категория).

## Описание

### Внешний вид

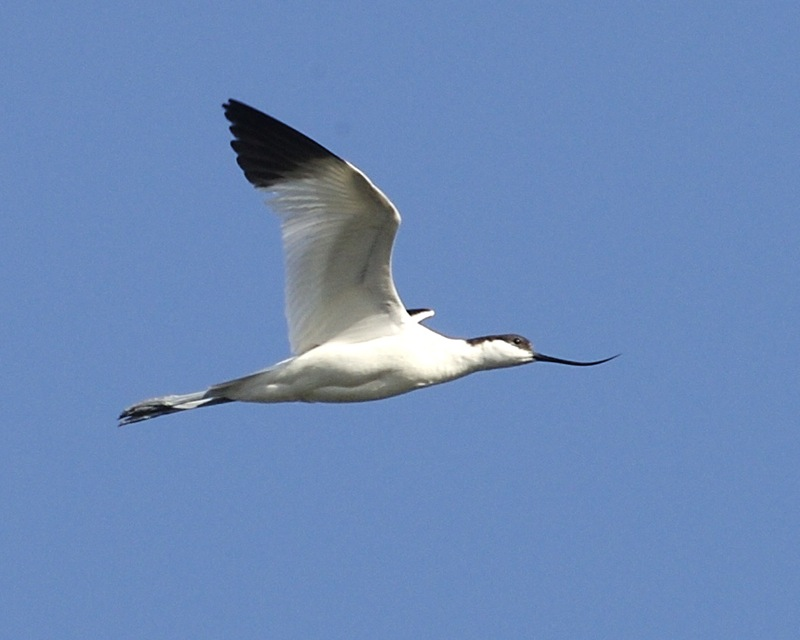
В полёте

Издалека шилоклювку можно принять за чайку. Однако при ближайшем рассмотрении это легко узнаваемая птица, в пределах гнездового ареала не похожая ни на один другой вид. В глаза в первую очередь бросается длинный тонкий клюв, в вершинной половине сильно изогнутый вверх — эта особенность отличает птицу от родственного и сходного по окрасу ходулочника, у которого клюв прямой и более короткий. Шилоклювка к тому же значительно крупнее — её длина составляет 42—46 см, размах крыльев 67—77 см. Оперение преимущественно белое, за исключением чёрной шапочки, заходящей далеко на затылок и верхнюю часть шеи, и чёрных поперечных полос на крыльях. Хвост короткий и прямой. Ноги синеватые, с плавательными перепонками. Радужина тёмная красновато-коричневая. Самцы и самки размером и окрасом друг от друга почти не отличаются, разве что у самки основание клюва может быть немного более светлым, а вокруг глаза заметно белое кольцо. У молодых птиц чёрные тона в оперении заменены грязно-бурыми, местами коричневыми. Подвидов не образует.

### Движения
На суше шилоклювка либо быстро бегает, пригнувшись к земле и вытянув длинную шею, либо наоборот медленно прохаживается, распушив крылья. Иногда подгибает ноги и всем туловищем опускается на песок («становится на колени»). Часто заходит по плечи в воду, где добывает себе корм, опустив клюв горизонтально к поверхности воды. Хорошо плавает, почти не погружаясь в воду, и делает нырки подобно уткам. В полёте вытягивает ноги далеко назад, в это время её можно спутать с рачьей ржанкой (Dromas ardeola).

### Голос
Издаёт повторяющиеся звонкие мелодичные свисты «кли-и-кли». При беспокойстве издаёт резкие пронзительные крики, похожие на крики чаек.

## Распространение

### Гнездовой ареал
Гнездовой ареал разрозненный, охватывает несколько климатических зон от умеренной в Северной Атлантике до степей и пустынь в Центральной Азии, и тропиков и субтропиков в Восточной и Южной Африке. В Западной и Северной Европе гнездится на морских побережьях от Португалии и Великобритании до южной Швеции и Эстонии. Во Франции встречается как на севере на берегах Бискайского залива и Ла-Манша, так и на юге в Средиземном море. В Испании устраивает гнёзда не только на южном побережье, но и на внутренних солёных озёрах. В Южной Европе также гнездится на Сардинии, в Италии, Греции, Венгрии и Румынии. В Австрии встречаются преимущественно на берегах солончакового озера Нойзидлер-Зе. Восточнее селится на северном побережье Чёрного моря, в том числе на Украине в районе залива Сиваш и северном Приазовье.
На территории России северная граница проходит вдоль долины Дона, Волгограда, рек Большой и Малый Узень, а также в Сибири южнее 55-й параллели, Тувы, нижнего течения Селенги и Торейских озёр в Забайкалье. Возможно также гнездится в Саратовской области. В Казахстане отмечены отдельные участки ареала южнее низовьев Илека. В Азии за пределами России отдельные гнездовые участки имеются на севере Аравийского полуострова, в Ираке, Иране (горы Загрос), Афганистане, Пакистане (северный Белуджистан), на западе Индии (округ Кач) и северном Китае (пустыня Цайдам и долина среднего течения Хуанхэ). В Африке гнездится на севере на границе Марокко и Туниса, а также в восточной и южной части континента южнее Африканского рога, однако отсутствует в Сахаре и районах влажных тропических лесов.

### Местообитания
В гнездовой период держится на пологих открытых берегах неглубоких водоёмов с солёной или солоноватой водой — морских илистых бухтах, мелких озёрах, солончаковых болотах, эстуариях, сезонных разливах в зоне пустынь и саванне. Выбирает места, где летом уровень воды значительно снижается, обнажая многочисленные островки, песчаные отмели и гребни камней. Другая характерная особенность гнездовых участков — вялая растительность, вызванная высоким содержанием соли в воде. Вне сезона размножения придерживается аналогичных биотопов, а также прудов, дельт рек, лагун и песчаных пляжей морских побережий.

### Миграции

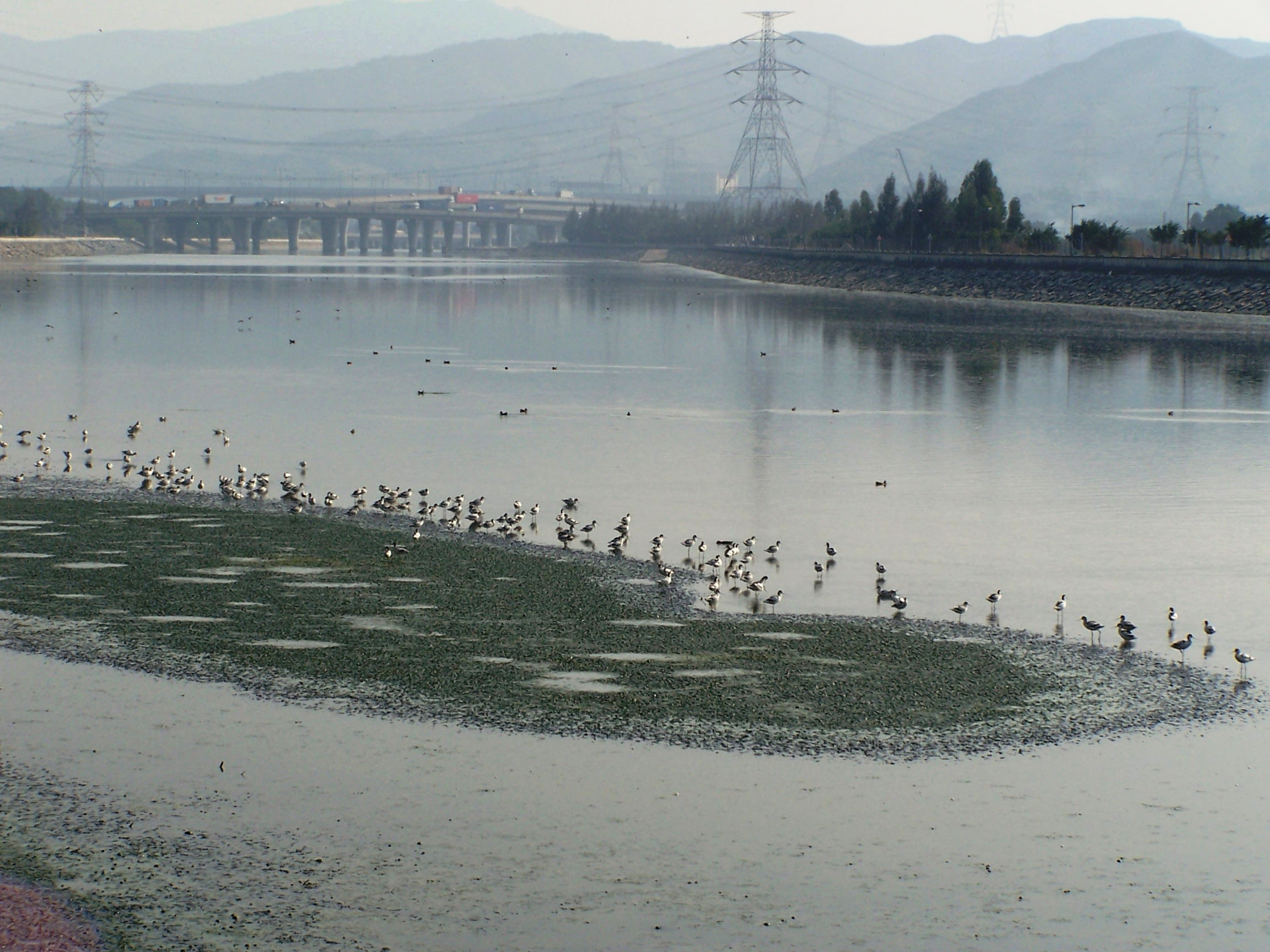
Стая шилоклювок, зимующих в дельте реки Чжуцзян в Гонконге

Характер миграций во многом зависит от района обитания. В Северной и Восточной Европе, а также в Азии шилоклювки — типично перелётные птицы. В Великобритании, Франции, Нидерландах в тёплые зимы большинство птиц зимует — остаётся в местах гнездовий. В Гельголандской бухте и дельте Рейна, где в середине июля на период линьки скапливаются большие стаи птиц из Швеции, Дании и Германии, на зимовку остаётся лишь малая их часть. Наконец, в Африке и берегах Персидского залива шилоклювки ведут типично оседлый образ жизни либо в засушливое время года концентрируются вдоль побережий.
Из Северной и Западной Европы осенью птицы перемещаются в юго-западном направлении, и часть из них останавливается в заливах и эстуариях на морских побережьях Франции, Португалии и Испании. Кроме этого, многие птицы зимуют на обрабатываемых человеком ландшафтах — например на искусственных прудах, где разводят рыбу. Другая часть пересекает Средиземное море и зимует вдоль атлантического побережья Африки. Популяции Центральной и Юго-Восточной Европы летят на юг и юго-восток, достигая берегов Средиземного и Чёрного морей, а также Северной Африки. Некоторые птицы из этих регионов пересекают Сахару и останавливаются на широте Сахель в Судане и Чаде. Направления миграций из Центральной Азии и Сибири изучены недостаточно, известно о зимних стоянках шилоклювок в Персидском заливе, на северо-западе Индии и на побережье Жёлтого моря в Китае. Осенние кочёвки начинаются в июле и августе, а в октябре большая часть птиц уже покидает гнездовья.

## Размножение

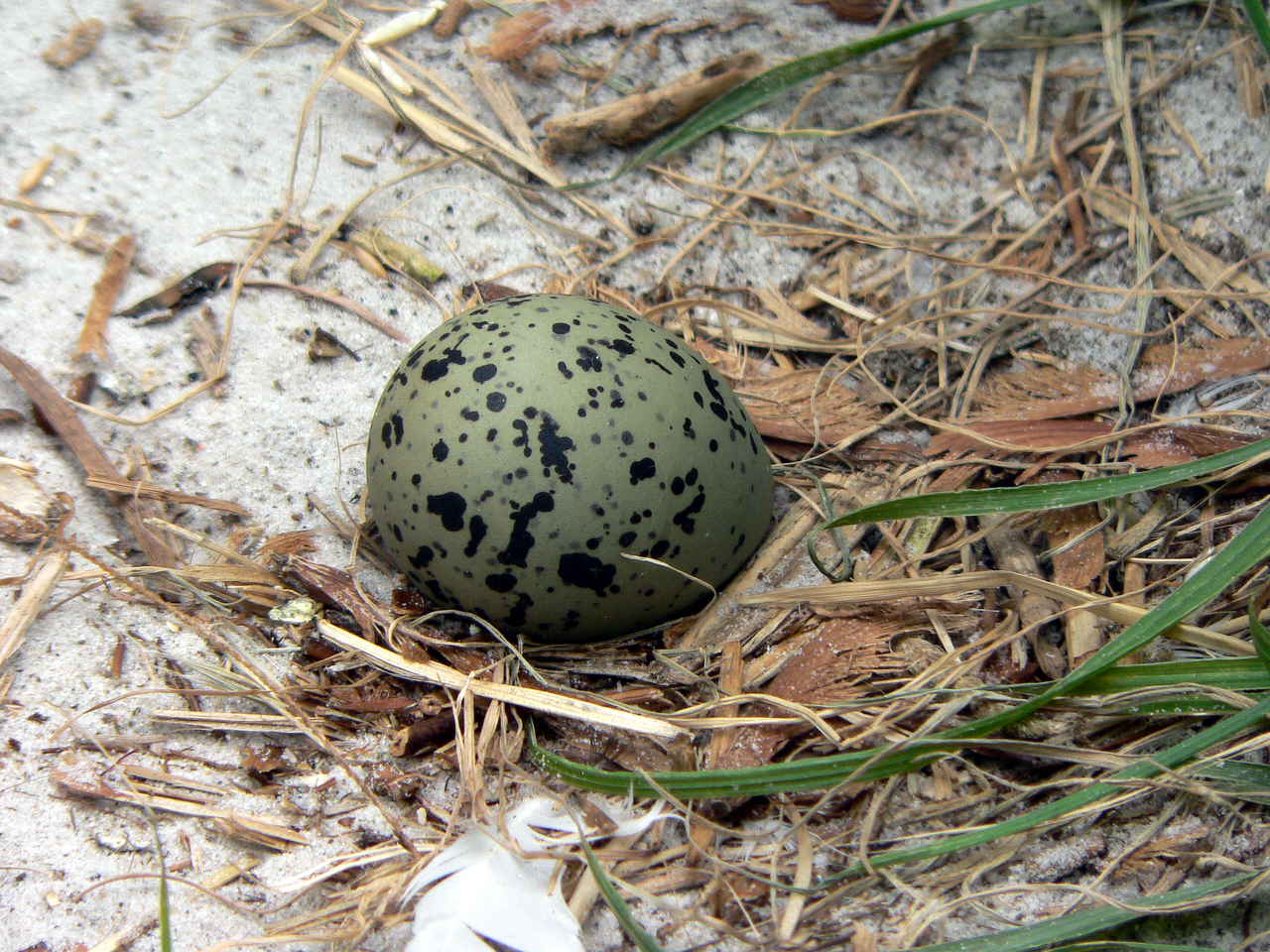
Гнездо шилоклювки

Шилоклювки — моногамны, к размножению приступают начиная с конца второго года жизни. К местам гнездовий птицы прибывают с последней декады марта по май, на пролёте держатся группами по 5—30 особей и в местах отдыха собираются большими стаями. Первыми прилетают взрослые самцы, затем взрослые самки, и наконец последними молодые птицы в возрасте до 4 лет. Гнездятся разреженными колониями, состоящими от 10 до 70 пар, часто совместно с другими видами — чайками, крачками и другими куликами. В частности, на юге Приенисейской Сибири были отмечены смешанные гнездовья шилоклювки с речной крачкой, малым и морским зуйками и травником. Изредка встречаются одиночные гнёзда.

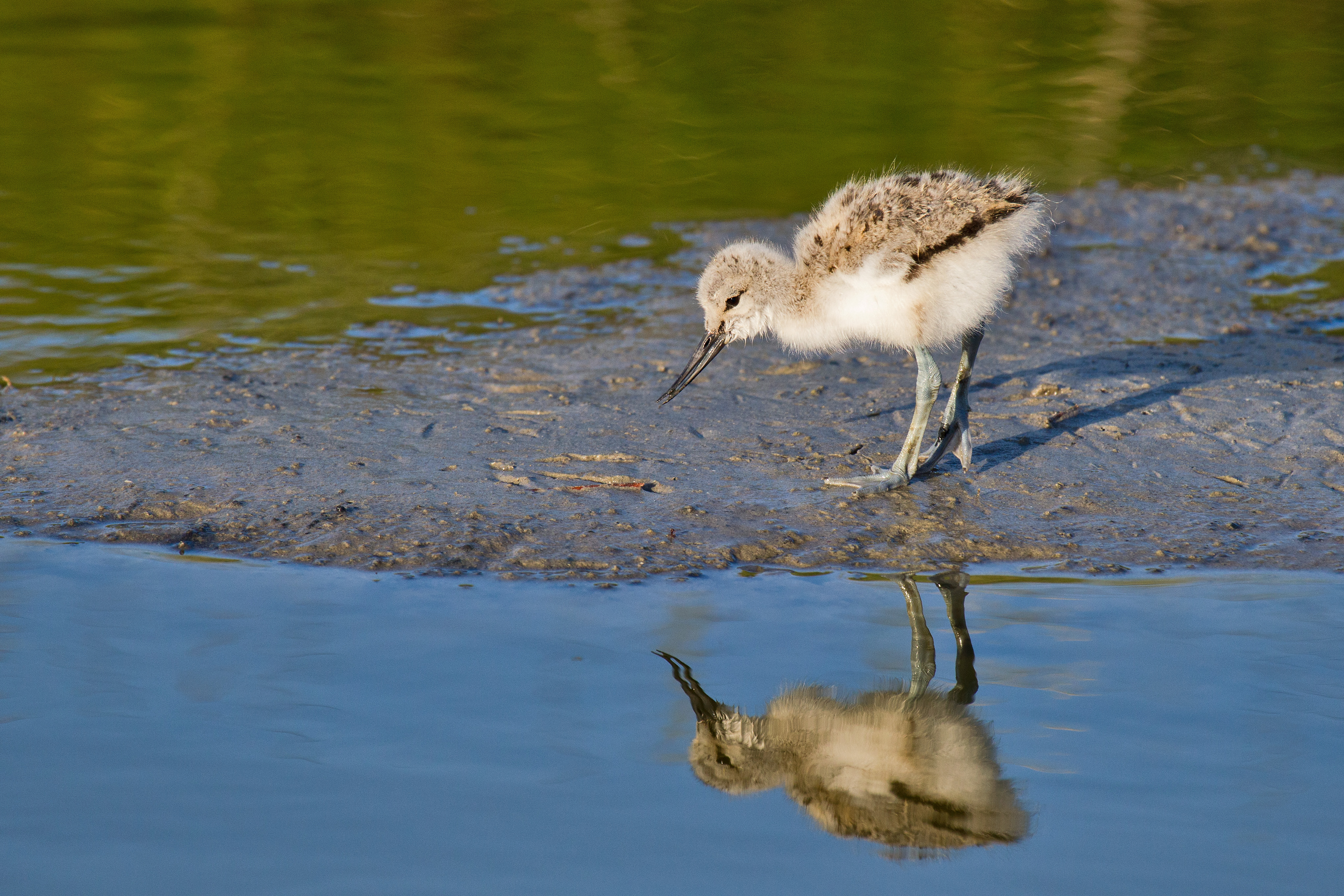
Пуховой птенец. Остров Тексел, Нидерланды

Пары формируются в местах гнездовий вскоре после прилёта. После короткого брачного периода пары приступают к постройке гнезда, которое обычно располагается недалеко от воды, на голом песке, среди редкой травы либо на высохшем участке иловой грязи. Всегда выбирает открытые пространства, без какой-либо густой травы вроде осоки или рогоза. Как правило, гнездо представляет собой небольшую ямку в земле, без выстилки либо выложенную скудной растительностью, собранной в радиусе не более 5 метров. На сыром глинистом участке гнездо может возвышаться на высоту 7—10 см от земли и в этом случае выглядит грубой конусообразной постройкой из смеси грязи и растительного материала. В любом случае, сверху гнездо ничем не прикрыто. Расстояние между соседними гнёздами в среднем составляет около метра, но при большой плотности поселения может быть и 20—30 см.
Начало размножения сильно растянуто в зависимости от области и погодных условий — в южной части ареала яйца обычно откладываются в начале апреля, в районе Ваттового моря на северо-западе Европы в последней декаде апреля, а в Сибири в начале мая. Кладка один раз в год, состоит из 4, реже 3 яиц охристого, песочного или оливкового цвета с чёрными и серыми пятнами. Иногда пятна сливаются, приобретая характер штрихов и запятых в виде мраморного рисунка. Изредка в кладке попадается и большее количество яиц, однако дополнительные яйца, по всей видимости, являются подкидышами. Размеры яиц: (44—58) х (31—39) мм, вес около 31,7 г. Насиживают оба члена пары в течение 23—25 дней. На гнезде птицы ведут себя шумно и смело бросаются на пришельцев, защищая гнездо. Появившиеся на свет птенцы покрыты пухом — сверху песочно-желтоватого цвета с чёрными отметинами, снизу белого. Едва обсохнув, они самостоятельно покидают гнездо и следуют за родителями, иногда проделывая путь в несколько километров от гнезда. Кормят потомство самец и самка. Период оперения — 35—42 дня, после которого птенцы начинают летать и становятся полностью самостоятельными. Максимально известный возраст в Европе по результатам кольцевания был выявлен в Нидерландах — 27 лет 10 месяцев.

## Питание

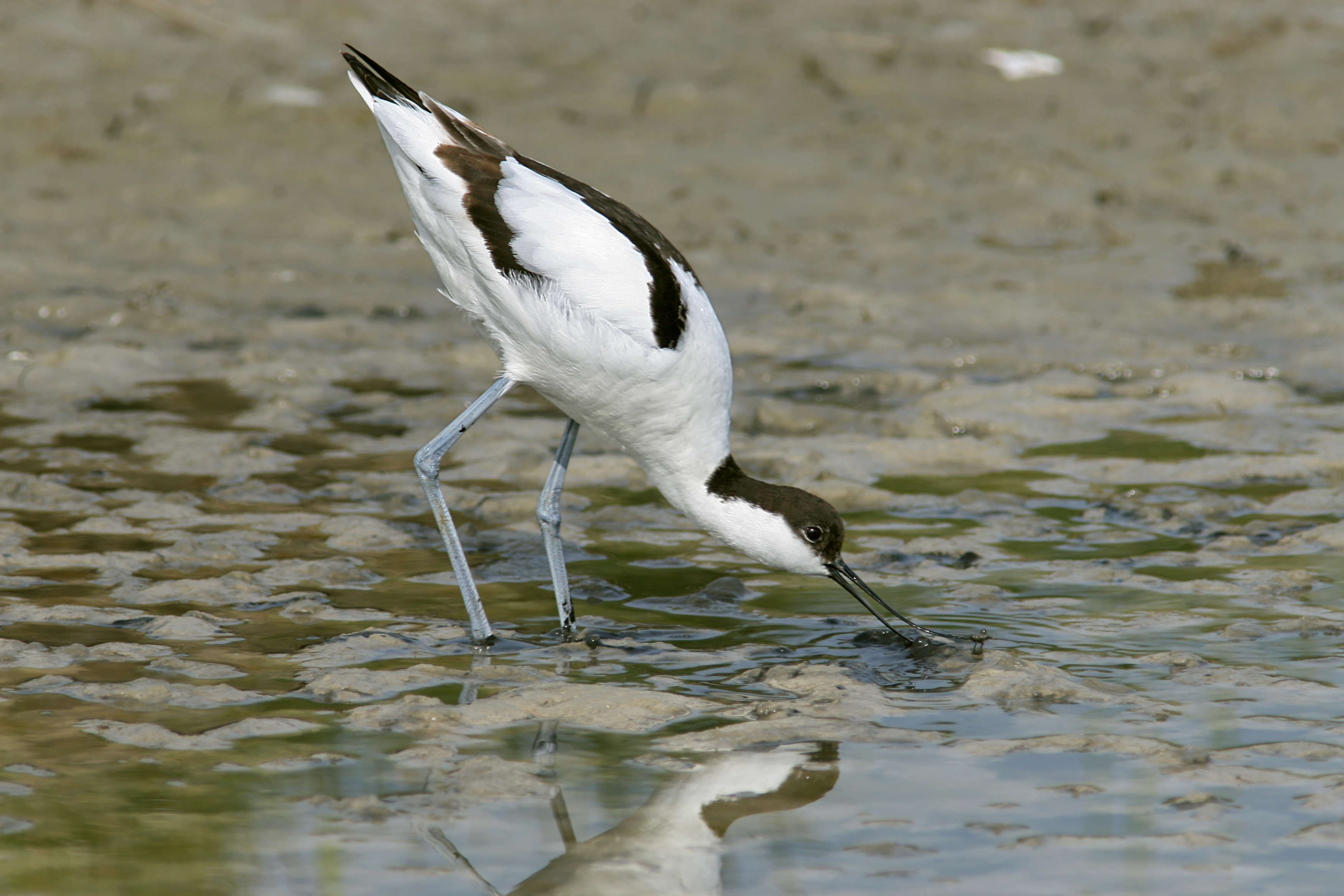
В поисках корма

Основу рациона составляют разнообразные водные беспозвоночные длиной 4—15 см, доступные в данной местности. В поисках корма птица чаще всего бродит по мелководью, помахивая из стороны в сторону клювом и пробуя поверхность воды либо опуская клюв в отложения ила. Иногда кормится на плаву, делая нырки передней частью туловища — способ добычи, характерный для многих утиных. Корм находит на ощупь. Употребляет в пищу насекомых — мелких жуков (жужелиц и т. п.), береговушек (Ephydridae), ракообразных — артемий (Artemia salina) и бокоплавов из группы Corophium, дождевых и многощетинковых червей, мальков рыб и мелких моллюсков.

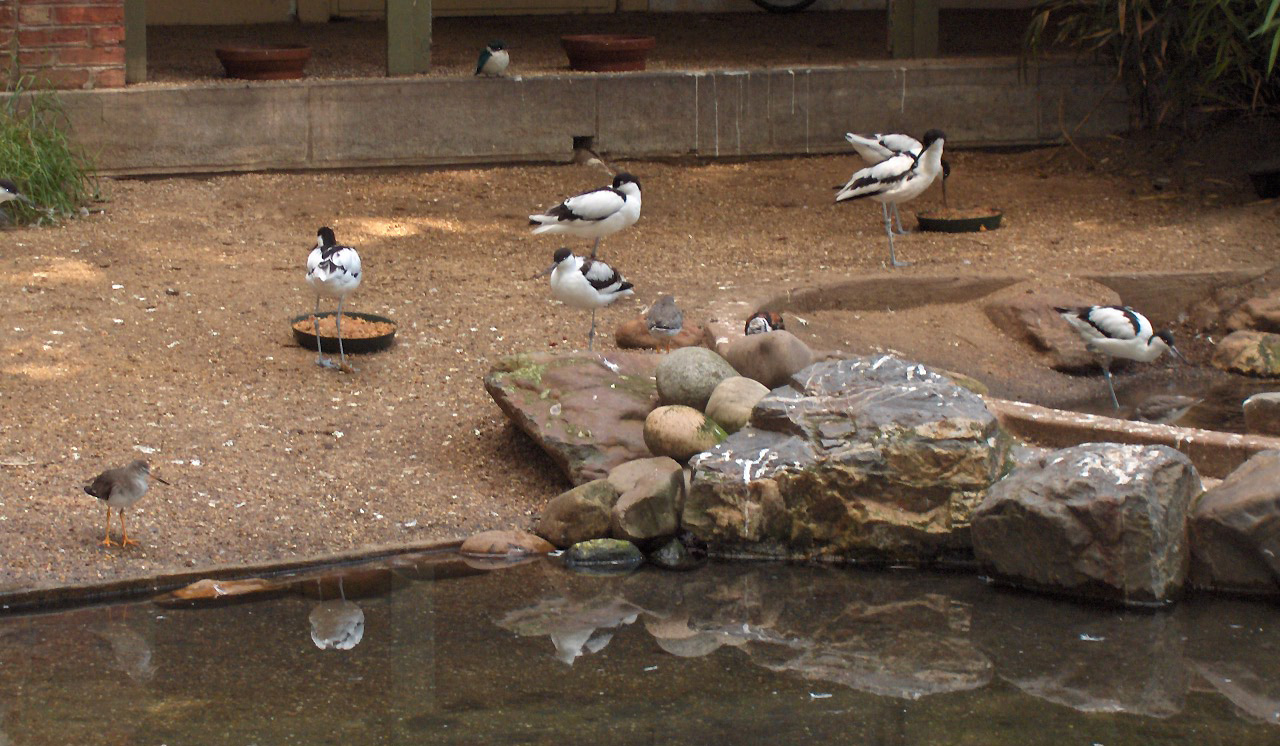
В зоопарке
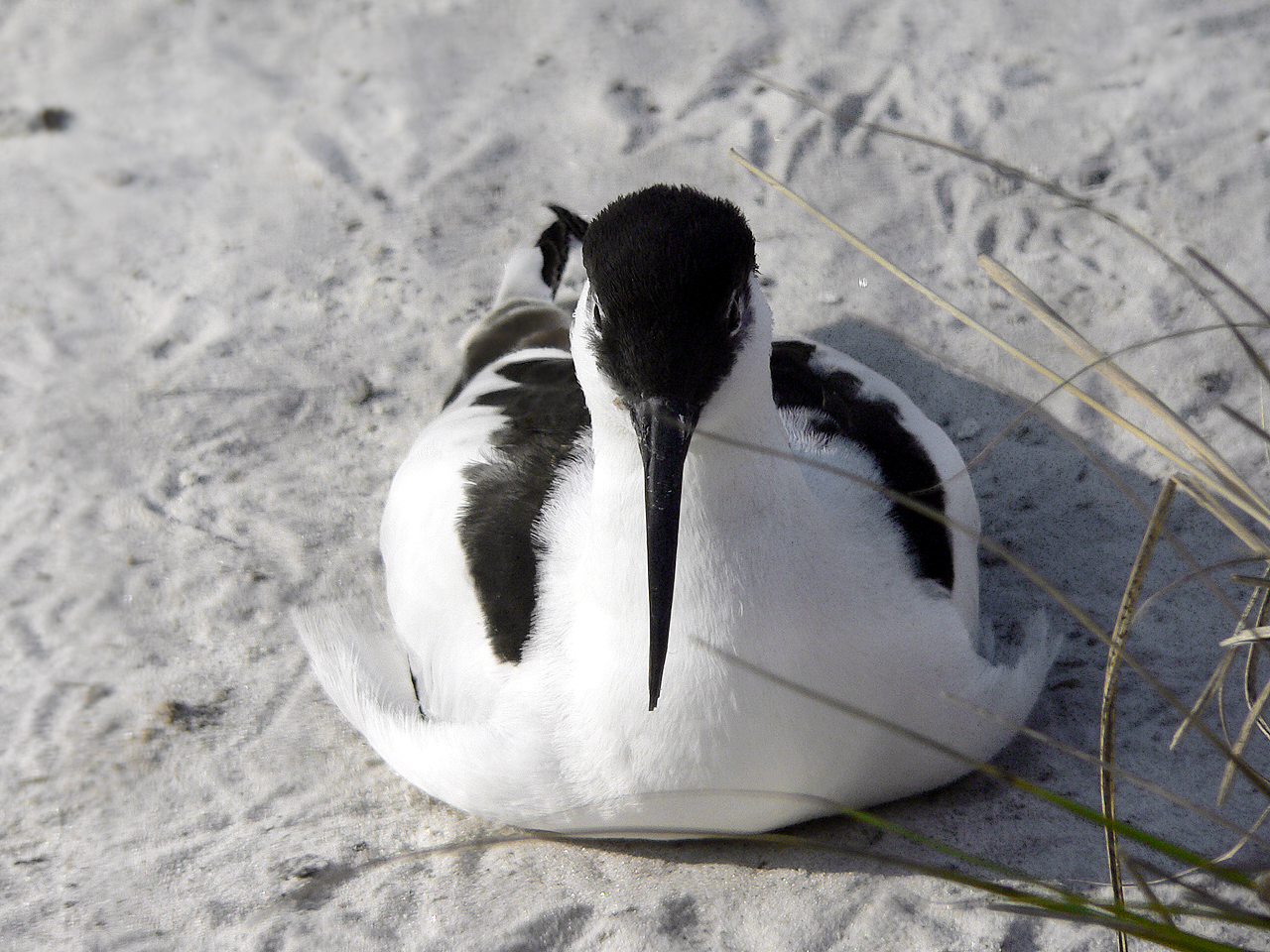
Сидящая на берегу птица
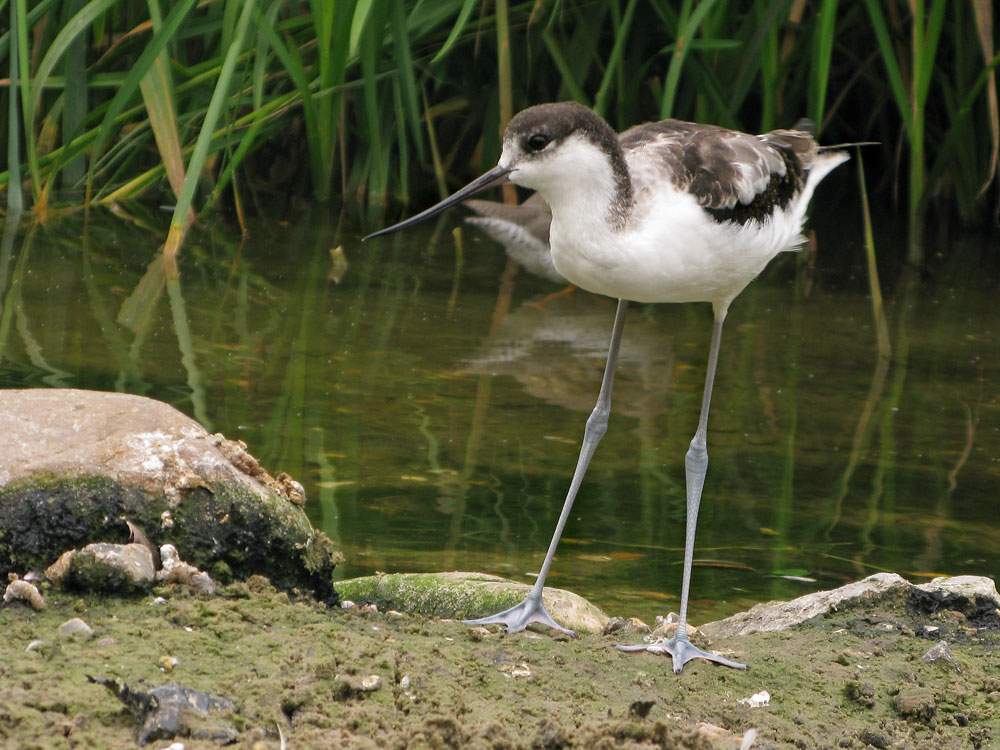
Молодая птица